# Sebastiano Bianchetti
Pour les articles homonymes, voir Bianchetti.
Sebastiano Bianchetti (né le 20 janvier 1996 à Contigliano, province de Rieti) est un athlète italien, spécialiste du lancer du poids.

## Carrière
Il mesure 1,87 m pour 127 kg et appartient au club Ca.Ri.Ri de Rieti mais s'entraîne à Schio avec Paolo Dal Soglio. Après avoir échoué à réussir un lancer lors de ses trois essais en finale des Championnats du monde cadets à Donetsk en 2013 et avoir subi le même échec lors des qualifications des championnats du monde juniors à Eugene (Oregon) l'année suivante, il porte son record avec le poids de 6 kg de 19,24 m à Halle le 16 mai 2015 à 20,58 m à Rieti le 13 juin 2015, pour remporter le titre junior italien.
Il est médaille de bronze aux Championnats d'Europe juniors à Eskilstuna en juillet 2015 en battant le record national junior avec un lancer de 20,71 m.
Il arrive 3e lors de la Coupe d'Europe hivernale des lancers 2016 à Arad.
Le 9 juin 2017, il porte son record à 19,78 m à Florence.

## Palmarès
| Date | Compétition                       | Lieu       | Résultat | Marque  |
| ---- | --------------------------------- | ---------- | -------- | ------- |
| 2015 | Championnats d'Europe juniors     | Eskilstuna | 3e       | 20,71 m |
| 2017 | Championnats d'Europe par équipes | Lille      | 8e       | 19,34 m |
| 2017 | Championnats d'Europe espoirs     | Bydgoszcz  | 3e       | 19,69 m |
| 2019 | Universiade                       | Naples     | 5e       | 19,81 m |

## Records
| Épreuve         | Épreuve   | Performance | Lieu       | Date           |
| --------------- | --------- | ----------- | ---------- | -------------- |
| Lancer du poids | Plein air | 20,17 m     | Conegliano | 21 juin 2019   |
| Lancer du poids | En salle  | 19,52 m     | Schio      | 9 février 2017 |